# Challenge Cup 2004
Der Challenge Cup 2004 (aus Sponsoringgründen auch als Powergen Challenge Cup bezeichnet) war die 103. Ausgabe des jährlichen Rugby-League-Turniers Challenge Cup. Im Finale gewann der St Helens RLFC 32:16 gegen die Wigan Warriors und gewann damit das Turnier zum neunten Mal.

## Vorrunde
Die Spiele der Vorrunde fanden alle am 15. November 2003 statt.
| 15. November | Castleford Lock Lane | 56 : 0 | York Acorn |  |
| 15. November |                      |        |            |  |

| 15. November | East Leeds | 18 : 12 | Huddersfield Sharks |  |
| 15. November |            |         |                     |  |

| 15. November | Oulton Raiders | 28 : 18 | Wigan St Judes |  |
| 15. November |                |         |                |  |

| 15. November | Ovenden | 10 : 28 | West Hull |  |
| 15. November |         |         |           |  |

| 15. November | Queensbury | 16 : 18 | Castleford Panthers |  |
| 15. November |            |         |                     |  |

| 15. November | Siddal | 56 : 10 | Millom |  |
| 15. November |        |         |        |  |

| 15. November | Stanley Rangers | 18 : 37 n. V. | Sharlston Rovers |  |
| 15. November |                 |               |                  |  |

| 15. November | Waterhead | 10 : 24 | West Bowling |  |
| 15. November |           |         |              |  |

| 15. November | Wath Brow Hornets | 60 : 14 | Skirlaugh Bulls |  |
| 15. November |                   |         |                 |  |

|  | Widnes St Maries | w.o. | Dublin City Exiles |  |
|  |                  |      |                    |  |

| 15. November | Wigan St Patricks | 20 : 12 | Thornhill Trojans |  |
| 15. November |                   |         |                   |  |

## Erste Runde
Die Spiele der ersten Runde fanden zwischen dem 28. und 30. November 2003 statt.
|  | Aberavon Irish | 6 : 28 | Ince Rose Bridge |  |
|  |                |        |                  |  |

|  | British Army | 12 : 22 | East Hull |  |
|  |              |         |           |  |

|  | Birkenshaw | 22 : 10 | St Albans Centurions |  |
|  |            |         |                      |  |

|  | Bradford Dudley Hill | 38 : 8 | Embassy |  |
|  |                      |        |         |  |

|  | Castleford Lock Lane | 48 : 8 | Batley Victoria |  |
|  |                      |        |                 |  |

|  | Castleford Panthers | 18 : 10 | Shaw Cross Sharks |  |
|  |                     |         |                   |  |

|  | Cottingham Tigers | w.o. | Charlston Knights |  |
|  |                   |      |                   |  |

|  | East Leeds | 20 : 6 | Queens |  |
|  |            |        |        |  |

|  | Elland | 26 : 12 | Kells |  |
|  |        |         |       |  |

|  | Featherstone Lions | 60 : 21 | Coventry Bears |  |
|  |                    |         |                |  |

|  | Hensingham | 10 : 18 | Wath Brow Hornets |  |
|  |            |         |                   |  |

|  | Heworth | 34 : 8 | Edinburgh Eagles |  |
|  |         |        |                  |  |

|  | Hunslet Warriors | 9 : 8 | Orrell St James |  |
|  |                  |       |                 |  |

|  | Leigh East | 28 : 10 | Milford Marlins |  |
|  |            |         |                 |  |

|  | Leigh Miners Rangers | 52 : 24 | Blackbrook Royals |  |
|  |                      |         |                   |  |

|  | Normanton Knights | 14 : 20 | Royal Navy |  |
|  |                   |         |            |  |

|  | Oldham St Annes | 19 : 12 | Hull Dockers |  |
|  |                 |         |              |  |

|  | Oulton Raiders | 40 : 22 | Loughborough University |  |
|  |                |         |                         |  |

|  | Royal Air Force | 16 : 12 | Huddersfield Underbank Rangers |  |
|  |                 |         |                                |  |

|  | Saddleworth Rangers | 0 : 51 | Rochdale Mayfield |  |
|  |                     |        |                   |  |

|  | Sheffield Hillsborough | 2 : 31 | Crosfields |  |
|  |                        |        |            |  |

|  | Siddal | 14 : 2 | Halton Simms Cross |  |
|  |        |        |                    |  |

|  | South London Storm | 4 : 36 | West Bowling |  |
|  |                    |        |              |  |

|  | Walney Central | 8 : 12 | Thatto Heath Crusaders |  |
|  |                |        |                        |  |

|  | Woolston Rovers | 18 : 22 | Eccles & Salford Juniors |  |
|  |                 |         |                          |  |

|  | West Hull | 30 : 8 | Askham |  |
|  |           |        |        |  |

|  | Widnes Albion Bulls | 2 : 21 | Eastmoor Dragons |  |
|  |                     |        |                  |  |

|  | Widnes St Maries | 6 : 20 | Sharlston Rovers |  |
|  |                  |        |                  |  |

|  | Wigan St Patricks | 12 : 17 | Ideal Isberg |  |
|  |                   |         |              |  |

## Zweite Runde
Die Spiele der zweiten Runde fanden am 13. und 14. Dezember 2003 statt.
|  | Birkenshaw | 6 : 46 | Bradford Dudley Hill |  |
|  |            |        |                      |  |

|  | Castleford Lock Lane | 13 : 6 | Ideal Isberg |  |
|  |                      |        |              |  |

|  | Cottingham Tigers | 12 : 20 | Crosfields |  |
|  |                   |         |            |  |

|  | East Hull | 46 : 18 | Royal Navy |  |
|  |           |         |            |  |

|  | East Leeds | 12 : 18 | Featherstone Lions |  |
|  |            |         |                    |  |

|  | Eccles & Salford Juniors | 6 : 11 | Castleford Panthers |  |
|  |                          |        |                     |  |

|  | Elland | 28 : 4 | Eastmoor Dragons |  |
|  |        |        |                  |  |

|  | Ince Rose Bridge | 28 : 14 | Hunslet Warriors |  |
|  |                  |         |                  |  |

|  | Leigh Miners Rangers | 34 : 6 | Siddal |  |
|  |                      |        |        |  |

|  | Rochdale Mayfield | 20 : 10 | Leigh East |  |
|  |                   |         |            |  |

|  | Royal Air Force | 0 : 32 | Thatto Heath Crusaders |  |
|  |                 |        |                        |  |

|  | Sharlston Rovers | 14 : 9 | Oldham St Annes |  |
|  |                  |        |                 |  |

|  | Wath Brow Hornets | 10 : 18 | Oulton Raiders |  |
|  |                   |         |                |  |

|  | West Bowling | 18 : 22 | RC Dynamo Moskau |  |
|  |              |         |                  |  |

|  | West Hull | 76 : 4 | Heworth |  |
|  |           |        |         |  |

## Dritte Runde
Die Spiele der dritten Runde fanden zwischen dem 6. und 8. Februar 2004 statt.
|  | Barrow Raiders | 20 : 22 | Salanque Méditerranée Pia XIII | Craven Park, Barrow Zuschauer: 921 Schiedsrichter: Russell Smith |
|  |                |         |                                | Craven Park, Barrow Zuschauer: 921 Schiedsrichter: Russell Smith |

|  | Bradford Dudley Hill | 16 : 14 | Keighley Cougars | Cougar Park, Keighley Zuschauer: 1.300 Schiedsrichter: Michael Dawber |
|  |                      |         |                  | Cougar Park, Keighley Zuschauer: 1.300 Schiedsrichter: Michael Dawber |

|  | Chorley Lynx | 54 : 6 | RC Lokomotive Moskau | Victory Park, Chorley Zuschauer: 521 Schiedsrichter: Steve Ganson |
|  |              |        |                      | Victory Park, Chorley Zuschauer: 521 Schiedsrichter: Steve Ganson |

|  | Crosfields | 14 : 46 | Workington Town | Wilderspool Stadium, Warrington Zuschauer: 768 Schiedsrichter: Craig Halloran |
|  |            |         |                 | Wilderspool Stadium, Warrington Zuschauer: 768 Schiedsrichter: Craig Halloran |

|  | Doncaster Dragons | 28 : 6 | West Hull | Belle Vue, Doncaster Zuschauer: 839 Schiedsrichter: Peter Taberner |
|  |                   |        |           | Belle Vue, Doncaster Zuschauer: 839 Schiedsrichter: Peter Taberner |

|  | Elland | 4 : 64 | Leigh Centurions | Coliseum Stadium, Leigh Zuschauer: 1.365 Schiedsrichter: Gareth Hewer |
|  |        |        |                  | Coliseum Stadium, Leigh Zuschauer: 1.365 Schiedsrichter: Gareth Hewer |

|  | Featherstone Rovers | 96 : 0 | Castleford Lock Lane | Post Office Road, Featherstone Zuschauer: 1.576 Schiedsrichter: Richard Silverwood |
|  |                     |        |                      | Post Office Road, Featherstone Zuschauer: 1.576 Schiedsrichter: Richard Silverwood |

|  | Gateshead Thunder | 22 : 26 | Limoux Grizzlies | Gateshead International Stadium, Gateshead Zuschauer: 254 Schiedsrichter: Colin Morris |
|  |                   |         |                  | Gateshead International Stadium, Gateshead Zuschauer: 254 Schiedsrichter: Colin Morris |

|  | Halifax | 66 : 10 | Oulton Raiders | The Shay, Halifax Zuschauer: 1.675 Schiedsrichter: Jamie Leahy |
|  |         |         |                | The Shay, Halifax Zuschauer: 1.675 Schiedsrichter: Jamie Leahy |

|  | Hull Kingston Rovers | 22 : 23 | Union Treiziste Catalane | Craven Park, Hull Zuschauer: 2.066 Schiedsrichter: Ian Smith |
|  |                      |         |                          | Craven Park, Hull Zuschauer: 2.066 Schiedsrichter: Ian Smith |

|  | Hunslet Hawks | 32 : 0 | Featherstone Lions | South Leeds Stadium, Leeds Zuschauer: 433 Schiedsrichter: Andy Leonard |
|  |               |        |                    | South Leeds Stadium, Leeds Zuschauer: 433 Schiedsrichter: Andy Leonard |

|  | Ince Rose Bridge | 8 : 42 | Batley Bulldogs | Robin Park, Wigan Zuschauer: 750 Schiedsrichter: Matthew Thomason |
|  |                  |        |                 | Robin Park, Wigan Zuschauer: 750 Schiedsrichter: Matthew Thomason |

|  | Leigh Miners Rangers | 12 : 14 | Sheffield Eagles | Coliseum Stadium, Leigh Zuschauer: 591 Schiedsrichter: Ben Thaler |
|  |                      |         |                  | Coliseum Stadium, Leigh Zuschauer: 591 Schiedsrichter: Ben Thaler |

|  | London Skolars | 22 : 16 | Rochdale Mayfield | New River Stadium, London Zuschauer: 275 Schiedsrichter: Robert Hicks |
|  |                |         |                   | New River Stadium, London Zuschauer: 275 Schiedsrichter: Robert Hicks |

|  | Oldham Roughyeds | 16 : 8 | Castleford Panthers | Boundary Park, Oldham Zuschauer: 1.003 Schiedsrichter: Steve Kilgallon |
|  |                  |        |                     | Boundary Park, Oldham Zuschauer: 1.003 Schiedsrichter: Steve Kilgallon |

|  | Rochdale Hornets | 60 : 24 | RC Dynamo Moskau | Spotland Stadium, Rochdale Zuschauer: 707 Schiedsrichter: Ronnie Laughton |
|  |                  |         |                  | Spotland Stadium, Rochdale Zuschauer: 707 Schiedsrichter: Ronnie Laughton |

|  | Sharlston Rovers | 30 : 28 | Dewsbury Rams | Post Office Road, Featherstone Zuschauer: 2.027 Schiedsrichter: Robert Connolly |
|  |                  |         |               | Post Office Road, Featherstone Zuschauer: 2.027 Schiedsrichter: Robert Connolly |

|  | Swinton Lions | 14 : 26 | East Hull | Park Lane, Whitefield Zuschauer: 532 Schiedsrichter: Phil Bentham |
|  |               |         |           | Park Lane, Whitefield Zuschauer: 532 Schiedsrichter: Phil Bentham |

|  | Thatto Heath Crusaders | 12 : 26 | Whitehaven | Knowsley Road, St Helens Zuschauer: 1.114 Schiedsrichter: Paul Carr |
|  |                        |         |            | Knowsley Road, St Helens Zuschauer: 1.114 Schiedsrichter: Paul Carr |

|  | York City Knights | 28 : 8 | Villeneuve Leopards | Huntington Stadium, York Zuschauer: 1.203 Schiedsrichter: Ashley Klein |
|  |                   |        |                     | Huntington Stadium, York Zuschauer: 1.203 Schiedsrichter: Ashley Klein |

## Vierte Runde
Die Spiele der vierten Runde fanden zwischen dem 27. Februar und dem 3. März statt.
| 27. Februar | Lancashire Lynx | 6 : 88 | Wakefield Trinity Wildcats | Victory Park, Chorley Zuschauer: 696 Schiedsrichter: Ronnie Laughton |
| 27. Februar | Bericht         |        |                            | Victory Park, Chorley Zuschauer: 696 Schiedsrichter: Ronnie Laughton |

| 28. Februar | Castleford Tigers | 32 : 20 | Union Treiziste Catalane | Wheldon Road, Castleford Zuschauer: 3.435 Schiedsrichter: Ashley Klein |
| 28. Februar | Bericht           |         |                          | Wheldon Road, Castleford Zuschauer: 3.435 Schiedsrichter: Ashley Klein |

| 28. Februar | Bradford Dudley Hill | 14 : 76 | Batley Bulldogs | Mount Pleasant, Batley Zuschauer: 890 Schiedsrichter: Phil Bentham |
| 28. Februar | Bericht              |         |                 | Mount Pleasant, Batley Zuschauer: 890 Schiedsrichter: Phil Bentham |

| 29. Februar | Bradford Bulls | 10 : 30 | St Helens | Odsal Stadium, Bradford Zuschauer: 12.215 Schiedsrichter: Karl Kirkpatrick |
| 29. Februar | Bericht        |         |           | Odsal Stadium, Bradford Zuschauer: 12.215 Schiedsrichter: Karl Kirkpatrick |

| 29. Februar | Huddersfield Giants | 50 : 16 | Salanque Méditerranée Pia XIII | Alfred McAlpine Stadium, Huddersfield Zuschauer: 1.392 Schiedsrichter: Robert Connolly |
| 29. Februar | Bericht             |         |                                | Alfred McAlpine Stadium, Huddersfield Zuschauer: 1.392 Schiedsrichter: Robert Connolly |

| 29. Februar | Hunslet Hawks | 20 : 48 | Doncaster Dragons | South Leeds Stadium, Leeds Zuschauer: 682 Schiedsrichter: Mike Dawber |
| 29. Februar | Bericht       |         |                   | South Leeds Stadium, Leeds Zuschauer: 682 Schiedsrichter: Mike Dawber |

| 29. Februar | Leigh Centurions | 14 : 21 | Hull FC | Hilton Park, Leigh Zuschauer: 3.324 Schiedsrichter: Steve Ganson |
| 29. Februar | Bericht          |         |         | Hilton Park, Leigh Zuschauer: 3.324 Schiedsrichter: Steve Ganson |

| 29. Februar | Limoux Grizzlies | 19 : 18 | Halifax | Stade de l’Aiguille, Limoux Zuschauer: 1.200 Schiedsrichter: Colin Morris |
| 29. Februar | Bericht          |         |         | Stade de l’Aiguille, Limoux Zuschauer: 1.200 Schiedsrichter: Colin Morris |

| 29. Februar | London Broncos | 24 : 8 | Salford City Reds | Griffin Park, London Zuschauer: 2.454 Schiedsrichter: Russell Smith |
| 29. Februar | Bericht        |        |                   | Griffin Park, London Zuschauer: 2.454 Schiedsrichter: Russell Smith |

| 29. Februar | London Skolars | 6 : 52 | Featherstone Rovers | New River Stadium, London Zuschauer: 380 Schiedsrichter: Craig Halloran |
| 29. Februar | Bericht        |        |                     | New River Stadium, London Zuschauer: 380 Schiedsrichter: Craig Halloran |

| 29. Februar | Sheffield Eagles | 24 : 32 | York City Knights | Don Valley Stadium, Sheffield Zuschauer: 764 Schiedsrichter: Gareth Hewer |
| 29. Februar | Bericht          |         |                   | Don Valley Stadium, Sheffield Zuschauer: 764 Schiedsrichter: Gareth Hewer |

| 29. Februar | Wigan Warriors | 38 : 12 | Widnes Vikings | JJB Stadium, Wigan Zuschauer: 6.737 Schiedsrichter: Richard Silverwood |
| 29. Februar | Bericht        |         |                | JJB Stadium, Wigan Zuschauer: 6.737 Schiedsrichter: Richard Silverwood |

| 29. Februar | Workington Town | 18 : 68 | Leeds Rhinos | Derwent Park, Workington Zuschauer: 4.829 Schiedsrichter: Ian Smith |
| 29. Februar | Bericht         |         |              | Derwent Park, Workington Zuschauer: 4.829 Schiedsrichter: Ian Smith |

| 2. März | East Hull     | 4 : 14 | Whitehaven | Craven Park, Hull Zuschauer: 1.384 Schiedsrichter: Peter Taberner |
| 2. März | (4:0) Bericht |        |            | Craven Park, Hull Zuschauer: 1.384 Schiedsrichter: Peter Taberner |

| 2. März | Rochdale Hornets | 0 : 80 | Warrington Wolves | Halliwell Jones Stadium, Warrington Zuschauer: 6.761 Schiedsrichter: Ben Thaler |
| 2. März | Bericht          |        |                   | Halliwell Jones Stadium, Warrington Zuschauer: 6.761 Schiedsrichter: Ben Thaler |

| 3. März | Oldham Roughyeds | 24 : 4 | Sharlston Rovers | Boundary Park, Oldham Zuschauer: 1.301 Schiedsrichter: Jamie Leahy |
| 3. März | Bericht          |        |                  | Boundary Park, Oldham Zuschauer: 1.301 Schiedsrichter: Jamie Leahy |

## Fünfte Runde
Die Spiele der fünften Runde fanden am 13. und 14. März statt.
| 13. März | St Helens | 24 : 14 | Leeds Rhinos | Knowsley Road, St Helens Zuschauer: 13.699 Schiedsrichter: Russell Smith |
| 13. März | Bericht   |         |              | Knowsley Road, St Helens Zuschauer: 13.699 Schiedsrichter: Russell Smith |

| 14. März | Batley Bulldogs | 6 : 29 | Whitehaven | Mount Pleasant, Batley Zuschauer: 1.186 Schiedsrichter: Ronnie Laughton |
| 14. März | Bericht         |        |            | Mount Pleasant, Batley Zuschauer: 1.186 Schiedsrichter: Ronnie Laughton |

| 14. März | Featherstone Rovers | 26 : 29 | York City Knights | Post Office Road, Featherstone Zuschauer: 2.234 Schiedsrichter: Robert Connolly |
| 14. März | Bericht             |         |                   | Post Office Road, Featherstone Zuschauer: 2.234 Schiedsrichter: Robert Connolly |

| 14. März | Huddersfield Giants | 36 : 12 | Doncaster Dragons | Alfred McAlpine Stadium, Huddersfield Zuschauer: 3.134 Schiedsrichter: Ashley Klein |
| 14. März | Bericht             |         |                   | Alfred McAlpine Stadium, Huddersfield Zuschauer: 3.134 Schiedsrichter: Ashley Klein |

| 14. März | Hull FC | 26 : 0 | Castleford Tigers | KC Stadium, Hull Zuschauer: 11.443 Schiedsrichter: Richard Silverwood |
| 14. März | Bericht |        |                   | KC Stadium, Hull Zuschauer: 11.443 Schiedsrichter: Richard Silverwood |

| 14. März | Limoux Grizzlies | 20 : 80 | Wigan Warriors | Stade de l’Aiguille, Limoux Zuschauer: 2.500 Schiedsrichter: Karl Kirkpatrick |
| 14. März | Bericht          |         |                | Stade de l’Aiguille, Limoux Zuschauer: 2.500 Schiedsrichter: Karl Kirkpatrick |

| 14. März | London Broncos | 10 : 29 | Wakefield Trinity Wildcats | Griffin Park, London Zuschauer: 2.654 Schiedsrichter: Ian Smith |
| 14. März | Bericht        |         |                            | Griffin Park, London Zuschauer: 2.654 Schiedsrichter: Ian Smith |

| 14. März | Oldham Roughyeds | 10 : 44 | Warrington Wolves | Boundary Park, Oldham Zuschauer: 2.859 Schiedsrichter: Steve Ganson |
| 14. März | Bericht          |         |                   | Boundary Park, Oldham Zuschauer: 2.859 Schiedsrichter: Steve Ganson |

## Viertelfinale
| 26. März | Wigan Warriors | 20 : 4 | Wakefield Trinity Wildcats | JJB Stadium, Wigan Zuschauer: 9.728 Schiedsrichter: Russell Smith |
| 26. März | Bericht        |        |                            | JJB Stadium, Wigan Zuschauer: 9.728 Schiedsrichter: Russell Smith |

| 28. März | Huddersfield Giants | 50 : 12 | York City Knights | Alfred McAlpine Stadium, Huddersfield Zuschauer: 4.286 Schiedsrichter: Ronnie Laughton |
| 28. März | Bericht             |         |                   | Alfred McAlpine Stadium, Huddersfield Zuschauer: 4.286 Schiedsrichter: Ronnie Laughton |

| 28. März | St Helens | 31 : 26 | Hull FC | Knowsley Road, St Helens Zuschauer: 11.184 Schiedsrichter: Karl Kirkpatrick |
| 28. März | Bericht   |         |         | Knowsley Road, St Helens Zuschauer: 11.184 Schiedsrichter: Karl Kirkpatrick |

| 28. März | Whitehaven | 10 : 42 | Warrington Wolves | Recreation Ground, Whitehaven Zuschauer: 5.328 Schiedsrichter: Steve Ganson |
| 28. März | Bericht    |         |                   | Recreation Ground, Whitehaven Zuschauer: 5.328 Schiedsrichter: Steve Ganson |

## Halbfinale
| 18. April | Wigan Warriors | 30 : 18 | Warrington Wolves | Lowerhouse Lane, Widnes Zuschauer: 11.175 Schiedsrichter: Steve Ganson |
| 18. April | Bericht        |         |                   | Lowerhouse Lane, Widnes Zuschauer: 11.175 Schiedsrichter: Steve Ganson |

| 25. April | St Helens | 46 : 6 | Huddersfield Giants | Halliwell Jones Stadium, Warrington Zuschauer: 13.134 Schiedsrichter: Karl Kirkpatrick |
| 25. April | Bericht   |        |                     | Halliwell Jones Stadium, Warrington Zuschauer: 13.134 Schiedsrichter: Karl Kirkpatrick |

## Finale
| 15. Mai | St Helens                                                                                        | 32 : 16         | Wigan Warriors                                         | Millennium Stadium, Cardiff Zuschauer: 73.734 Schiedsrichter: Karl Kirkpatrick |
| 15. Mai | Versuche: Talau (2), Gilmour, Sculthorpe, Wellens Erhöhungen: Long (5/5) Straftritte: Long (1/1) | (20:10) Bericht | Versuche: Dallas (2), Newton Erhöhungen: Farrell (2/3) | Millennium Stadium, Cardiff Zuschauer: 73.734 Schiedsrichter: Karl Kirkpatrick |

| 1                  | Paul Wellens      |
| 2                  | Ade Gardner       |
| 3                  | Martin Gleeson    |
| 4                  | Willie Talau      |
| 5                  | Darren Albert     |
| 6                  | Jason Hooper      |
| 7                  | Sean Long         |
| 8                  | Nick Fozzard      |
| 9                  | Keiron Cunningham |
| 10                 | Keith Mason       |
| 11                 | Chris Joynt       |
| 12                 | Lee Gilmour       |
| 13                 | Paul Sculthorpe   |
| Auswechselspieler: |                   |
| 14                 | Dom Feaunati      |
| 15                 | Jon Wilkin        |
| 16                 | Mark Edmondson    |
| 17                 | Rick Bibey        |

| 1                  | Kris Radlinski   |
| 2                  | David Hodgson    |
| 3                  | Sean O’Loughlin  |
| 4                  | Kevin Brown      |
| 5                  | Brett Dallas     |
| 6                  | Danny Orr        |
| 7                  | Adrian Lam       |
| 8                  | Quentin Pongia   |
| 9                  | Terry Newton     |
| 10                 | Craig Smith      |
| 11                 | Danny Tickle     |
| 12                 | Gareth Hock      |
| 13                 | Andrew Farrell   |
| Auswechselspieler: |                  |
| 14                 | Stephen Wild     |
| 15                 | Mick Cassidy     |
| 16                 | Danny Sculthorpe |
| 17                 | Terry O’Connor   |